# Süper Lig (Nordcypern)
Süper Lig är Nordcyperns högsta division i fotboll för herrar, och lyder under det nordcypriotiska fotbollsförbundet. Serien sparkade igång säsongen 1955/1956 och vanns då av Doğan Türk Birliği SK. Tidigare hette serien Birinci Lig, innan namnet ändrades inför säsongen 2014/2015.

## Mästare
| Säsong              | Segrare                            |
| ------------------- | ---------------------------------- |
| 1955/1956           | Doğan Türk Birliği SK              |
| 1956/1957           | Doğan Türk Birliği SK              |
| 1957/1958           | Çetinkaya Türk SK                  |
| 1958/1959           | SK Çetinkaya Türk                  |
| 1959/1960           | SK Çetinkaya Türk                  |
| 1960/1961           | SK Çetinkaya Türk                  |
| 1961/1962           | SK Çetinkaya Türk                  |
| 1962/1963           | Küçük Kaymaklı Türk SK             |
| 1963/1964           | serien avbruten efter fem omgångar |
| 1964/1965-1967/1968 | inställt                           |
| 1968/1969           | Mağusa Türk Gücü SK                |
| 1969/1970           | SK Çetinkaya Türk                  |
| 1970/1971           | Yenicami Ağdelen SK                |
| 1971/1972           | Gönyeli SK                         |
| 1972/1973           | Yenicami Ağdelen SK                |
| 1973/1974           | Yenicami Ağdelen SK                |
| 1974/1975           | inställt på grund av oroligheter   |
| 1975/1976           | Yenicami Ağdelen SK                |
| 1976/1977           | Mağusa Türk Gücü SK                |
| 1977/1978           | Gönyeli SK                         |
| 1978/1979           | Mağusa Türk Gücü SK                |
| 1979/1980           | Mağusa Türk Gücü SK                |
| 1980/1981           | Gönyeli SK                         |
| 1981/1982           | Mağusa Türk Gücü SK                |
| 1982/1983           | Mağusa Türk Gücü SK                |
| 1983/1984           | Yenicami Ağdelen SK                |
| 1984/1985           | Küçük Kaymaklı Türk SK             |
| 1985/1986           | Küçük Kaymaklı Türk SK             |
| 1986/1987           | Baf Ülkü Yurdu                     |

| Säsong    | Segrare                |
| --------- | ---------------------- |
| 1987/1988 | Baf Ülkü Yurdu         |
| 1988/1989 | Baf Ülkü Yurdu         |
| 1989/1990 | Baf Ülkü Yurdu         |
| 1990/1991 | Doğan Türk Birliği SK  |
| 1991/1992 | Doğan Türk Birliği SK  |
| 1992/1993 | Gönyeli SK             |
| 1993/1994 | Doğan Türk Birliği SK  |
| 1994/1995 | Gönyeli SK             |
| 1995/1996 | Akıncılar SK           |
| 1996/1997 | SK Çetinkaya Türk      |
| 1997/1998 | SK Çetinkaya Türk      |
| 1998/1999 | Gönyeli SK             |
| 1999/2000 | SK Çetinkaya Türk      |
| 2000/2001 | Gönyeli SK             |
| 2001/2002 | SK Çetinkaya Türk      |
| 2002/2003 | Binatlı Yılmaz SK      |
| 2003/2004 | SK Çetinkaya Türk      |
| 2004/2005 | SK Çetinkaya Türk      |
| 2005/2006 | Mağusa Türk Gücü SK    |
| 2006/2007 | SK Çetinkaya Türk      |
| 2007/2008 | Gönyeli SK             |
| 2008/2009 | Gönyeli SK             |
| 2009/2010 | Doğan Türk Birliği SK  |
| 2010/2011 | Küçük Kaymaklı Türk SK |
| 2011/2012 | Çetinkaya Türk SK      |
| 2012/2013 | Çetinkaya Türk SK      |
| 2013/2014 | Yenicami Ağdelen SK    |
| 2014/2015 | Yenicami Ağdelen SK    |
| 2015/2016 | Mağusa Türk Gücü SK    |
| 2016/2017 | Yenicami Ağdelen SK    |
| 2017/2018 |                        |

### Fotnoter
1. ↑  ”Football's Isolation in the Turkish Republic of Northern Cyprus” (på engelska). IBVM. 13 februari 2012. Arkiverad från originalet den 1 april 2017. https://web.archive.org/web/20170401083018/http://inbedwithmaradona.com/journal/2012/2/13/footballs-isolation-in-the-turkish-republic-of-northern-cypr.html. Läst 23 maj 2015.